# Viliam Veteška

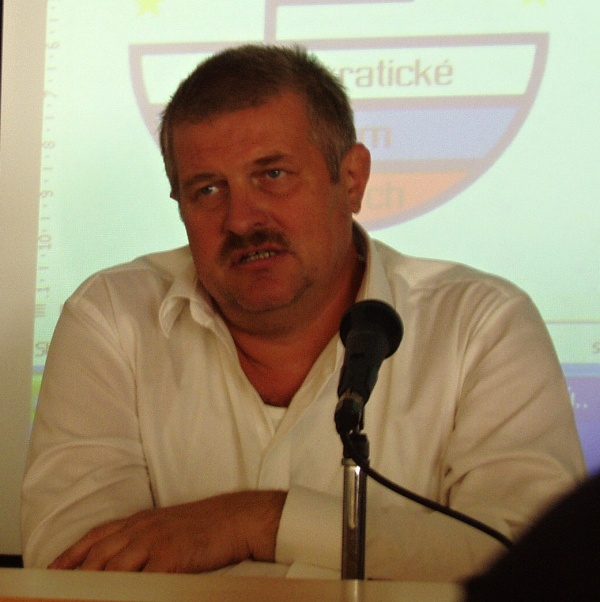
Viliam Veteška

Viliam Veteška (* 16. August 1953 in Púchov, Tschechoslowakei; † 21. April 2009 in Banská Bystrica, Slowakei) war ein slowakischer Politiker (ĽS-HZDS).
Viliam Veteška, Unternehmer im Bereich Touristik und Flugverkehr, wurde 2002 für die Volkspartei – Bewegung für eine demokratische Slowakei (ĽS-HZDS) in das slowakische Parlament gewählt. Er war Vizevorsitzender des slowakischen Nationalrats.
Dem Europäischen Parlament gehörte er 2004 als Fraktionsloser Abgeordneter an und war dort Mitglied im Ausschuss für Industrie, Forschung und Energie.